# Яндово
Я́ндово (рос. Яндово, чув. Оппукасси) — присілок у складі Чебоксарського району Чувашії, Росія. Входить до складу Сіньяльського сільського поселення.
Населення — 168 осіб (2010; 188 у 2002).
Національний склад:
- чуваші — 99 %